# Ivan Šaranić
Ivan Šaranić (Sisak, 12. svibnja 2003.) hrvatski je nogometaš koji igra na poziciji desnog krila. Trenutačno igra za Al Bataeh iz UAE-a.

## Klupska karijera
Godine 2015. prelazi iz omladinske selekcije Segeste u Dinamo Zagreb.
Za Dinamo Zagreb debitirao je 16. prosinca 2020. u utakmici Hrvatskog nogometnog kupa protiv Rudeša koji je poražen 2:0.
Za drugu momčad debitirao je 7. ožujka 2021. u utakmici 2. HNL protiv Solina koji je poražen 1:0. Svoj prvi gol za drugu momčad zabio je 12. travnja riječkom Orijentu koji je izgubio susret 3:1. Dana 2. svibnja postigao je iz dva penala jedina dva gola na utakmici 2. HNL odigrane protiv Dugopolja. U 1. HNL debitirao je 12. svibnja protiv Varaždina s kojim je Dinamo igrao 2:2.
Dana 22. lipnja 2022. posuđen je Bravo Ljubljani. Za Bravo Ljubljanu debitirao je 18. srpnja u utakmici 1. SNL u kojoj je ND Gorica pobijedila 2:0. U kupu je debitirao 9. studenog protiv Britofa koji je poražen 9:0.
U siječnju 2023. Dinamo je posudio Šaranića Varaždinu. Za Varaždin je debitirao 27. siječnja 2023. u utakmici HNL-a protiv Slaven Belupa kojeg je Varaždin dobio 1:0.
U sezoni 2023./24. posuđen je Dugopolju.
Tijekom srpnja 2024. potpisao je za Al Bataeh iz UAE-a.

## Reprezentativna karijera
Šaranić je nastupao za selekcije Hrvatske od 14 do 20 godina.

## Priznanja

### Klupska
Dinamo Zagreb
- 1. HNL (1): 2020./21.
- Hrvatski nogometni kup (1): 2020./21.

## Vanjske poveznice
- Profil, Hrvatski nogometni savez
- Profil, Transfermarkt (engl.)